# Кальмия мелколистная
Ка́льмия мелколи́стная (лат. Kalmia microphylla) — вид цветковых растений рода Кальмия (Kalmia) семейства Вересковые (Ericaceae).

## Этимология названия
Родовое название связано с именем Пера Кальма, ученика Карла Линеея, а лат. microphylla означает «мелкие листья». 

## Ботаническое описание
Невысокий вечнозелёный кустарник высотой около 60 см, изредка достигает 1,8 м в высоту. Активный рост наблюдается весной и летом. Ветви растения сначала опушённые, зелёные, но по мере созревания они становятся гладкими и приобретают красновато-коричневый или сероватый цвет. Листья супротивные, ланцетовидные, с закрученными книзу концами, жёсткие, тёмно-зелёные сверху и бледные снизу.  
Данный вид часто путают с кальмией многолистной (Kalmia polifolia) из-за схожих цветков. Кальмию мелколистную можно отличить по кистям розовых или пурпурных колоколовидных цветков. Венчик состоит из 5 сросшихся лепестков. Тычинки находятся между лепестками и осыпают приземляющихся на цветок насекомых пыльцой (энтомофильные цветки). 
Плод — небольшая зелёная, твёрдая пятичленная коробочка.

## Распространение
Растение родом из Северной Америки и встречается от западных США (от Аляски до Калифорнии) до западной и центральной Канады вплоть до субантарктического пояса, сейчас часто встречается и на большей части территории северной Канады.

## Местообитание
Часто встречается на альпийских лугах, открытых влажных местах и болотах. Оптимальное местообитание — вересковая степь или кустарниковые заросли с влажной почвой. Почва не должна быть кислой, а потому не содержать карбоната кальция, повышающего её кислотность. 

## Хозяйственное значение и применение
Как и все представители рода Кальмия, кальмия мелколистная — очень ядовитое растение (для млекопитающих, в том числе и человека) и содержит андромедотоксин. В медицине используется для создания наружного средства от болезней кожи. Некоторые люди проваривают листья и используют их для заживления открытых язв. Хотя растение и нашло положительное применение в медицине, с ним следует обращаться осторожно из-за крайней ядовитости.

## Синонимика
- Kalmia glauca var. microphylla Hook.
- Kalmia polifolia var. microphylla (Hook.) Rehder
- Kalmia polifolia subsp. microphylla (Hook.) Calder & Roy L. Taylor
- Kalmia polifolia var. microphylla (Hook.) H.M.Hall[8]

## Подвиды
Выделяют следующий подвид:
- Kalmia microphylla subsp. occidentalis (Small) Roy L. Taylor & MacBryde[9]

Некоторые источники добавляют второй подвид:
- Kalmia microphylla var. microphylla (Hook.) A.Heller[10]